# Пресноводное рыбоводство на Кубе
Пресноводное рыбоводство является одной из отраслей экономики Кубы.

## История
Пресноводное рыбоводство возникло в стране после победы Кубинской революции, в 1960-е годы (на 1 января 1959 года в стране было только три водохранилища общим объёмом 28 млн. м³).
Решение о создании сети искусственных озёр и водохранилищ было принято в 1962 году. 20 февраля 1962 года была создана Академия наук Кубы, в том же 1962 году был создан "Институт по водным ресурсам", перед которым была поставлена задача - разработать план увеличить вдвое площади орошаемых земель в стране. После того, как специальная комиссия Академии наук Кубы по поручению правительства страны изучила состояние природных ресурсов острова и имевших место в 1963 году засухи и урагана "Флора" (осложнивших положение в сельском хозяйстве страны) работы активизировались.
Строительство гидротехнических сооружений началось в разных районах страны, однако наиболее важное значение оно имело на востоке острова (где более, чем в других местах, было необходимо предохранять поля от паводковых вод и создавать орошаемые поля). С этой целью началось строительство водохранилищ на притоках реки Кауто, берущих начало на северных склонах горного массива Сьерра-Маэстра, на реке Анабанилья, стекающей со склонов Сьерра-де-Тринидад и др.
В 1966 году было завершено строительство плотины "Хильберт" в провинции Орьенте, создавшей в верховьях реки Кауто водохранилище объёмом 42,5 млн. м³.
В 1970 году общая ёмкость водохранилищ составляла 1762 млн. м³. В начале 1970х годов с помощью советских и болгарских специалистов было построено водохранилище «Ла-Хувентуд» в провинции Пинар-дель-Рио.
С целью развития рыбоводства в созданных искусственных водоёмах, был создан Кубинский институт рыболовства (Instituto Cubano de Pesca).
По состоянию на начало 1973 года общая ёмкость водохранилищ составляла 3,5 млрд. м³, наиболее значительными являлись водохранилище «Карлос Мануэль де Сеспедес» на реке Контра-маэстре (200 млн. м³), водохранилище Хибакоа-Анабанилья (286 млн. м³) и водохранилище Саса на реке Саса (700 млн. м³, позднее увеличено).
В 1974 году на реке Сан-Педро в провинции Камагуэй было завершено строительство крупного водохранилища Химагуайю.
В целом, только в период с 1958 до 1975 года ёмкость искусственных водохранилищ в стране была увеличена в 100 раз (до 4,4 млрд м³). Основными видами выращиваемых в них рыб стали тилапия, карп, сазан, линь и белый амур. 
В 1979 году в Национальном центре научных исследований была создана группа генной инженерии, с начала 1980-х годов начавшая проводить научные исследования в области молекулярной биологии, генной инженерии и биотехнологии. Опыты генной инженерии проводились над несколькими видами рыб.
В 1982 году общий объём водохранилищ страны превысил 6 млрд м³. К началу июня 1982 года на Кубе насчитывалось 150 водохранилищ, 147 из которых были построены после революции 1959 года. Строительство гидротехнических сооружений и развитие водного хозяйства Кубы проходило при научно-технической помощи социалистических стран (наибольший вклад внесли СССР и НРБ).
В 1986 году ёмкость искусственных водохранилищ страны составляла 6 млрд м³. В 1987 году, в связи с затяжной четырёхлетней засухой, правительством Кубы была начата новая масштабная программа строительства системы ирригационных сооружений.
Распад СССР и последовавшее разрушение торгово-экономических и технических связей привело к ухудшению состояния экономики Кубы в период после 1991 года. Правительством Кубы был принят пакет антикризисных реформ, введён режим экономии. В октябре 1992 года США ужесточили экономическую блокаду Кубы и ввели новые санкции (Cuban Democracy Act). В середине 1990х годов экономическое положение Кубы стабилизировалось, но 12 марта 1996 года конгресс США принял закон Хелмса-Бёртона, предусматривающий дополнительные санкции против иностранных компаний, торгующих с Кубой. Судам, перевозящим продукцию из Кубы или на Кубу, было запрещено заходить в порты США.
В результате началось развитие сотрудничества Кубы и Ирана по вопросам эксплуатации, ремонта и строительства гидротехнических сооружений.
16 апреля 2001 года Ф. Кастро в речи, посвящённой 40-летию со дня провозглашения социалистического характера Кубинской революции отметил, что в период после революции 1959 года в стране было построено 1005 плотин и водохранилищ.